# Bourse de Ljubljana
La bourse de Ljubljana (Ljubljanska borza), rachetée en 2008 par la bourse de Vienne, accueille de grandes entreprises slovènes. Une partie de celles-ci ont leurs sièges sociaux situés dans la région de la capitale. Citons ainsi la société de grandes distributions Mercator, la société pétrolière Petrol d.d., la société de télécommunications Telekom Slovenije. Il existe plus de 15 000 entreprises dans la ville en majorité dans le secteur tertiaire.
La Bourse de Vienne a soumis l'offre la plus élevée pour une participation de 81 % dans la Bourse de Ljubljana, dépassant celle de l'opérateur boursier grec Hellenic Exchanges. Selon des sources citées par Reuters, Vienne a offert 1.401 euros par action. La Bourse de Ljubljana regroupe 187 cotations dont la capitalisation est de l’ordre de 21,8 milliards d'euros.
La Bourse a son siège sur l'avenue de Slovénie (Slovenska cesta), au no 56.